# TMA (musikproducenter)

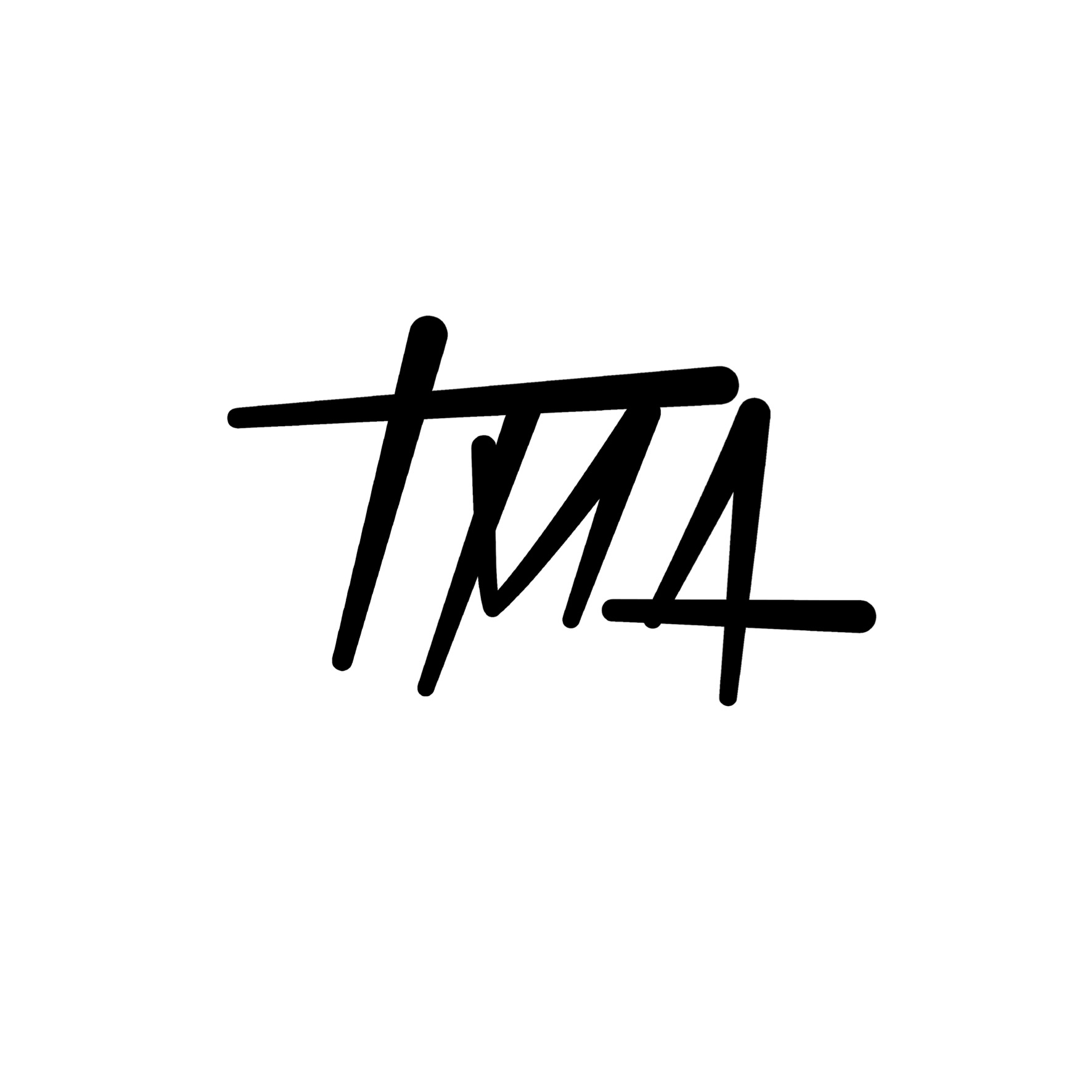
TMA logotyp

TMA är en svensk musikproducent duo från Lambohov i Linköping som var med och skapade första vågens svenska gangsterrap hits. TMA har producerat musik sedan 2013 och är fortfarande aktiva i deras musikproduktion.
År 2013 producerade TMA Allt som glimmar av den svenska hiphop gruppen Kartellen. År 2016 producerade TMA låten Trakten min som är en av Yasins mest strömmade låtar på spotify. År 2023 producerade TMA Trip av artisten Willow.

## Diskografi

### Album, EP och Mixtape
- 2014 - EP, "Livsstilen" by 24K - Soblue Music
- 2016 - EP, "Guld Grabb" by 24K, Paid in Full Ent.
- 2017 - EP, "Rushen" by Nineb Youk, Fellas Ent.
- 2018 - Album, "Ghettokända" by JB (4 tracks produced), BRNK
- 2021 - EP, "Säg Mig" by Ibraa, Trippel A
- 2023 - EP, "Valvet EP.1" by TMA, Trippel A

### Singlar
- 2013 - "Allt som glimmar" by Kartellen, Universal Music
- 2013 - "Knasdagar" by Aliammo, Soblue Music, UKM
- 2014 - "Dessa Dagar" by 24K Feat. Fawzi, Cherrie, Paid in Full Ent.
- 2016 - "Trakten min" by Yasin, Sony Music
- 2016 - "Skuggornas Dal" by TMA, Kartellen, JB, N, Willow
- 2016 - "RS6 Way Of Life" by Kartellen, Universal Music
- 2016 - "Mitt liv" by Willow, TMA
- 2016 - "Shoutouts" by 24K, TMA
- 2017 - "Mademoiselle" by Willow, Blizzy, TMA
- 2017 - "En dag efter denna" by TMA, JB
- 2018 - "Jag ber en bön" by JB, Z.E
- 2018 - "Regnskogen" by JB, Z.E
- 2018 - "Utvalda barnen" by JB
- 2018 - "Den Fina" by Nineb Youk
- 2019 - "Felfri" by Blizzy
- 2019 - "Glocken" by Nineb Youk
- 2019 - "Rain" by Nineb Youk, 24K
- 2020 - "Sanningen" by Nineb Youk
- 2020 - "Bestie" by Nineb Youk
- 2021 - "Ett Paradis Utan Änglar" by JB, IMAN
- 2021 - "Fortsätta gå" by TMA, Willow, JB
- 2021 - "Rockstar" by JB
- 2021 - "Förortsbarn" by Jeano, Rami
- 2021 - "Paranoia" by Jeano
- 2021 - "Mentol" by Ibraa, 1.Cuz
- 2021 - "Gåås" by Ibraa
- 2021 - "Dom säger" by Nabzy, Trippel A
- 2021 - "Demons" by Nabzy, Trippel A
- 2022 - "Holy Ones" by Will LaRoca, Virgin Music
- 2022 - "Northern Lights" by Will LaRoca, Virgin Music
- 2022 - "Learn to Love" by Will LaRoca, Virgin Music
- 2022 - "Call Me" by Jeano, TMA
- 2022 - "For Life" by JB, BRNK
- 2022 - "Storm" by Nabzy
- 2023 - "CROWN" by TMA, Nabzy
- 2023 - "Till döden" by Jeano, TMA
- 2023 - "RISKZONER" by Ibraa, 1.Cuz
- 2023 - "One More" by TMA, Nabzy
- 2023 - "Teddy Talk" by Lee bloccboy
- 2023 - "Stjärnorna" by TMA, Nabzy
- 2023 - "CROWN" by TMA, Nabzy
- 2023 - "Lillebror (No Love)" by TMA, Nabzy
- 2023 - "Trip" by Willow, TMA
- 2024 - "Raindrops" by TMA, Nabzy
- 2024 - "Änglar & Demoner" by TMA, Nabzy
- 2024 - "MÖRKBLÅ" by TMA, Nabzy
- 2024 - "Vem e som dig" by Willow
- 2024 - "Fri som en fågel" by Willow
- 2024 - "ANTHONY JOSHUA" by TMA, Sebastian Stakset, RASK, TMA
- 2024 - "i en solnedgång" by Willow
- 2025 - "Gloria" by Willow, TMA